# نیدرشفلسهایم
نیدرشفلسهایم (به فرانسوی: Niederschaeffolsheim) یک کمون در فرانسه با جمعیت ۱٬۲۷۱ نفر است که در Canton of Haguenau واقع شده‌است.